# Urgleptes cobbeni
Urgleptes cobbeni är en skalbaggsart som beskrevs av Gilmour 1963. Urgleptes cobbeni ingår i släktet Urgleptes och familjen långhorningar.
Artens utbredningsområde är:
- Guadeloupe.
- Montserrat.
- Bonaire.
- Curaçao.
- Martinique.

Inga underarter finns listade i Catalogue of Life.